# Candice Swanepoel

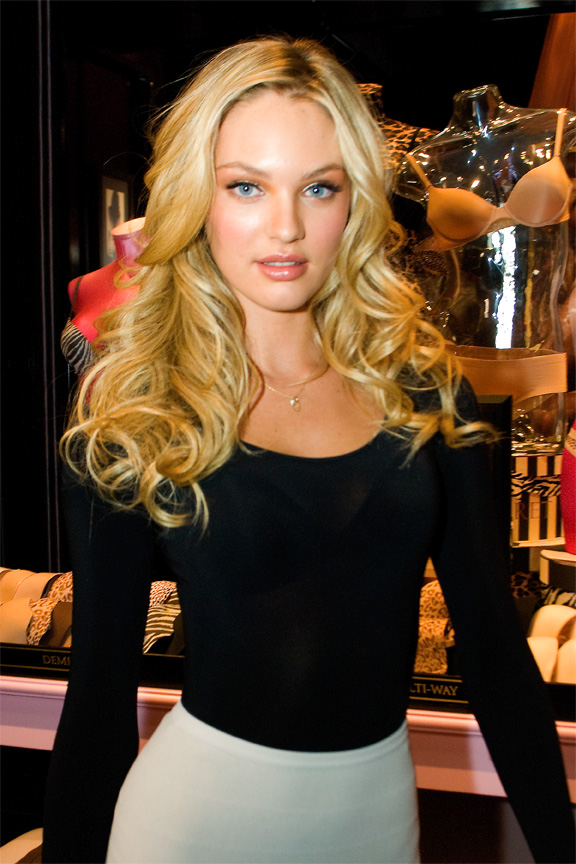
Candice Swanepoel in Chicago (2010)

Candice Susan Swanepoel (* 20. Oktober 1988 in Mooi River, Natal) ist ein südafrikanisches Model.

## Leben und Karriere
Candice Swanepoel kam in dem südafrikanischen Ort Mooi River als Tochter einer Afrikaans sprechenden burischen Familie niederländischer Abstammung auf die Welt und wuchs in ihrem Geburtsort auf einer Milch- und Fleischfarm auf. Sie besuchte das Mädcheninternat St. Anne’s College. Im Alter von 15 Jahren wurde sie auf einem Flohmarkt in Durban von einem Modelscout entdeckt. Seit 2007 ist sie ein Victoria’s-Secret-Model und wirkt in der amerikanischen Lingerie-Modenschau Victoria’s Secret Fashion Show mit. Im Oktober 2013 trug sie dort den Royal Fantasy Bra – einen jährlich präsentierten, mit Juwelen besetzten Büstenhalter im Wert von zehn Millionen US-Dollar.
Swanepoel war auf dem Titelbild der deutschen Ausgabe von Elle (Juni 2008), der griechischen Ausgabe von Vogue (Oktober 2005), der italienischen Ausgabe der Vogue (Februar 2011) und in den USA auf dem Titel von Ocean Drive (November 2009) abgebildet. Auf dem Laufsteg war sie unter anderem für Trussardi, Diane von Fürstenberg, Dolce & Gabbana und Tommy Hilfiger aktiv.
2012 belegte sie Platz 10 auf der Forbes-Liste der bestverdienenden Models, 2013 Platz 9.
Candice Swanepoel war mit dem brasilianischen Model Hermann Nicoli liiert, den sie im Alter von 17 Jahren in Paris kennenlernte. Im Oktober 2016 brachte sie ihr erstes gemeinsames Kind, einen Sohn, auf die Welt. Im Juni 2018 wurde sie erneut Mutter eines Jungen.
Sie engagiert sich als Patin in der Organisation mothers2mothers, die HIV-positive Mütter unterstützt.